# Mesembreuxoa chilensis
Mesembreuxoa chilensis là một loài bướm đêm trong họ Noctuidae.